# Église Sant'Antonin
L'église Sant'Antonin (ou Sant'Antonino Martire) est une église catholique de Venise, en Italie.

## Localisation
L'église est située dans le sestiere de Castello.

## Historique
L'ancienne église paroissiale Sant'Antonino fut érigée par la famille Badoer au VIIe siècle.
Elle fut reconstruite en 1680. De nos jours, elle sert comme annexe de l'église San Giovanni in Bragora.
Son campanile fut élevé au milieu du XVIIIe siècle par le prêtre Antonio Fusarini (+1762).

## Description

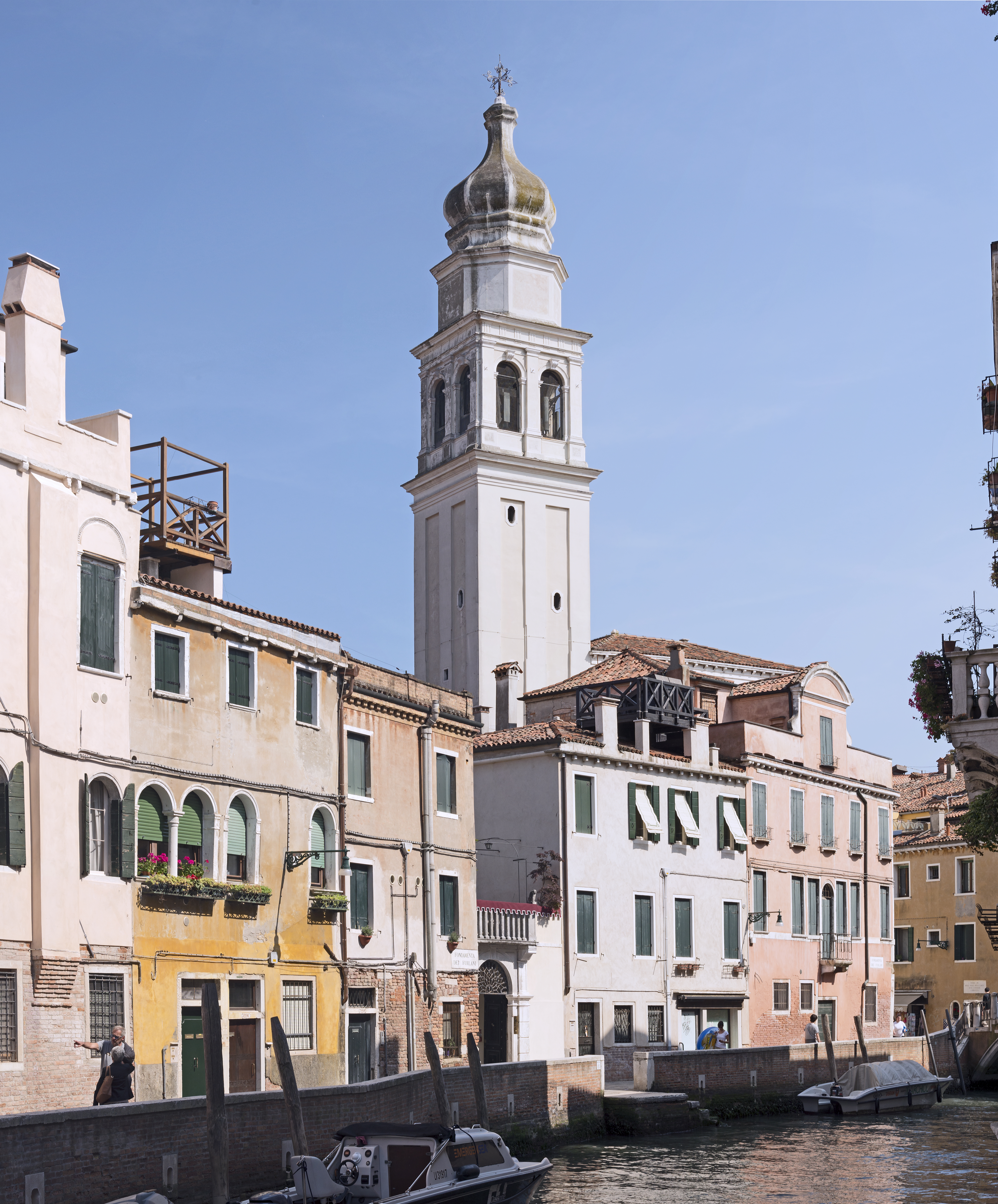
Le campanile
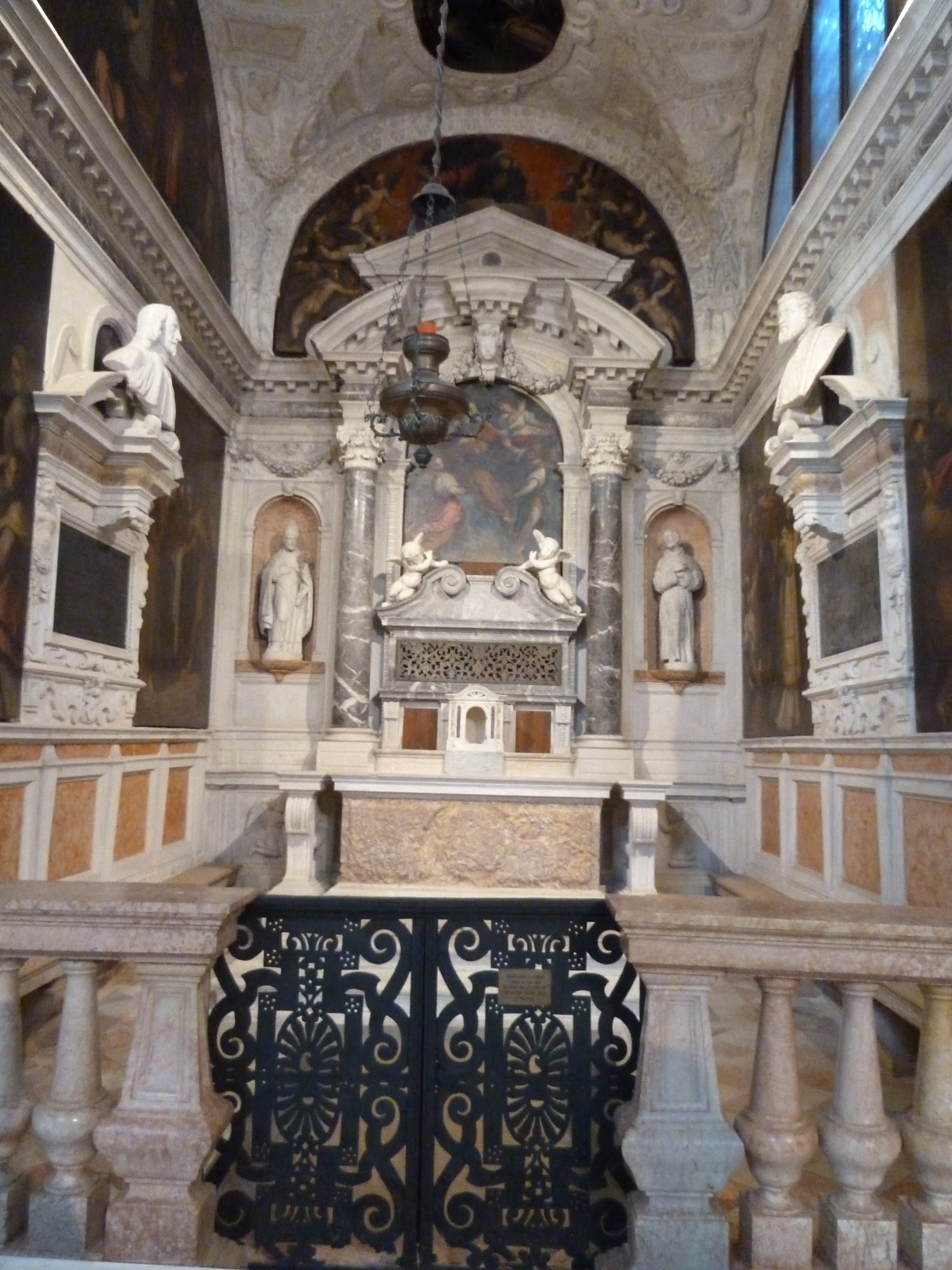
Vue de l'intérieur